# 美女木ジャンクション (漫画家)
美女木ジャンクション（びじょぎジャンクション）は、日本の元・漫画家である。主に成人向け漫画を執筆していた。
過剰なまでに巨乳の女性キャラクター、かつ独特の擬音表現が特徴。

## 主な作品
※ 発行年月順に列挙する
- すくらぶにゅうえき（オークラ出版） - 1998年12月
- ふぁっとみるく（英知出版） - 1999年3月
- タプタプみるく（一水社） - 1999年4月
- ばなな果汁（エンジェル出版） - 2000年2月
- でぃーぷいんぱくと（オークラ出版） - 2000年2月
- 雛形エム（エンジェル出版） - 2000年8月
- しぼりとっちゃえ（エンジェル出版） - 2001年4月
- ロケットおっぱい（一水社） - 2001年4月
- 淫夢（桜桃書房） - 2001年6月
- 母性欲（富士美出版） - 2001年12月
- 淫乳娘（エンジェル出版） - 2002年1月
- 母体験（富士美出版） - 2002年8月
- のぼせないでね（双葉社） - 2002年10月
- 桃胸娘（桜桃書房） - 2002年10月
- モーション娘。（富士美出版） - 2003年5月
- 淑女の性癖（桜桃書房） - 2003年11月
- 天使のエプロン（双葉社） - 2004年1月
- 柔肌母娘（シーズ情報出版） - 2004年5月
- 大巨乳（松文館） - 2005年6月
- ボクの巨乳ママ（久保書店） - 2006年9月
- 裏母性欲（蒼竜社） - 2007年4月